# Victor Loret
Victor Clement Georges Philippe Loret, mais conhecido como Victor Loret (1 de setembro de 1859 – 3 de fevereiro de 1946), foi um egiptólogo francês que ficou famoso na egiptologia pelos seus trabalhos de escavação e estudo de tumbas reais no Vale dos Reis.

## História e trabalho
Já em 1897 ele se tornou o líder do Conselho Supremo de Antiguidades. Em março de 1898 ele descobriu a KV35, tumba de Amenófis II. A múmia de Amenófis II estava ainda no sarcófago de sua tumba. Entretanto, para a surpresa de todos, a tumba foi transformada em um esconderijo de múmias reais de muitos faraós do Império Novo, tal como Tutemés IV, Amenófis III e Ramessés III. O esconderijo de múmias reais era feito para esconder e proteger múmias reais de ladrões de tumba.
Loret também descobriu as tumbas KV32, KV33, KV36, KV38, KV40, KV41 e KV34 (que alguns egiptólogos acreditam que foi descoberta por um chefe local).
Loret estudou com Gaston Maspero na École des Hautes Études.

## Obras
- L'Égypte aux temps des pharaons, 1898
- Le tombeau d'Aménophis II et la cachette royale de Biban el-Molouk, n°3, pp. 98–112, BIE, El Cairo, 1899
- Le tombeau de Thoutmès III à Biban el-Molouk, n°3, pp. 91–97, BIE, El Cairo, 1899
- L'oryx dans l'ancienne Égypte, étude sur le nom égyptien de l'oryx (junto com A. Bonnet), H. Georg, Lyon, 1908